# 5168 Jenner
5168 Jenner eller 1986 EJ är en asteroid i huvudbältet som upptäcktes den 6 mars 1986 av det amerikanska astronom paret Eugene M. och Carolyn S. Shoemaker vid Palomar-observatoriet. Den är uppkallad efter brittisk läkare Edward Jenner.
Asteroiden har en diameter på ungefär 5 kilometer.